# Elisabeth Lange
Elisabeth Lange, geb. Höppner (* 7. Juli 1900 in Detmold; † 28. Januar 1944 in Hamburg) war eine deutsche Hausfrau und Opfer des Nationalsozialismus.

## Leben
Elisabeth Lange war eine Freundin von Katharina Leipelt, der Mutter von Hans Conrad Leipelt. Während der Zeit des Nationalsozialismus nahm sie an Treffen im Hause der Familie Leipelt teil, bei denen kritisch über die NS-Herrschaft und die Möglichkeiten des Widerstands diskutiert wurde. Am 10. Dezember 1943 wurde sie, gemeinsam mit ihrem Mann Alexander Lange, von der Gestapo verhaftet. Ihr wurde vorgeworfen, an den Aktivitäten des Weißen Rose Hamburg beteiligt gewesen zu sein. Am 28. Januar 1944 kam sie im Polizeigefängnis Fuhlsbüttel unter ungeklärten Umständen ums Leben. Nach offiziellen Angaben beging sie Suizid.

## Gedenken

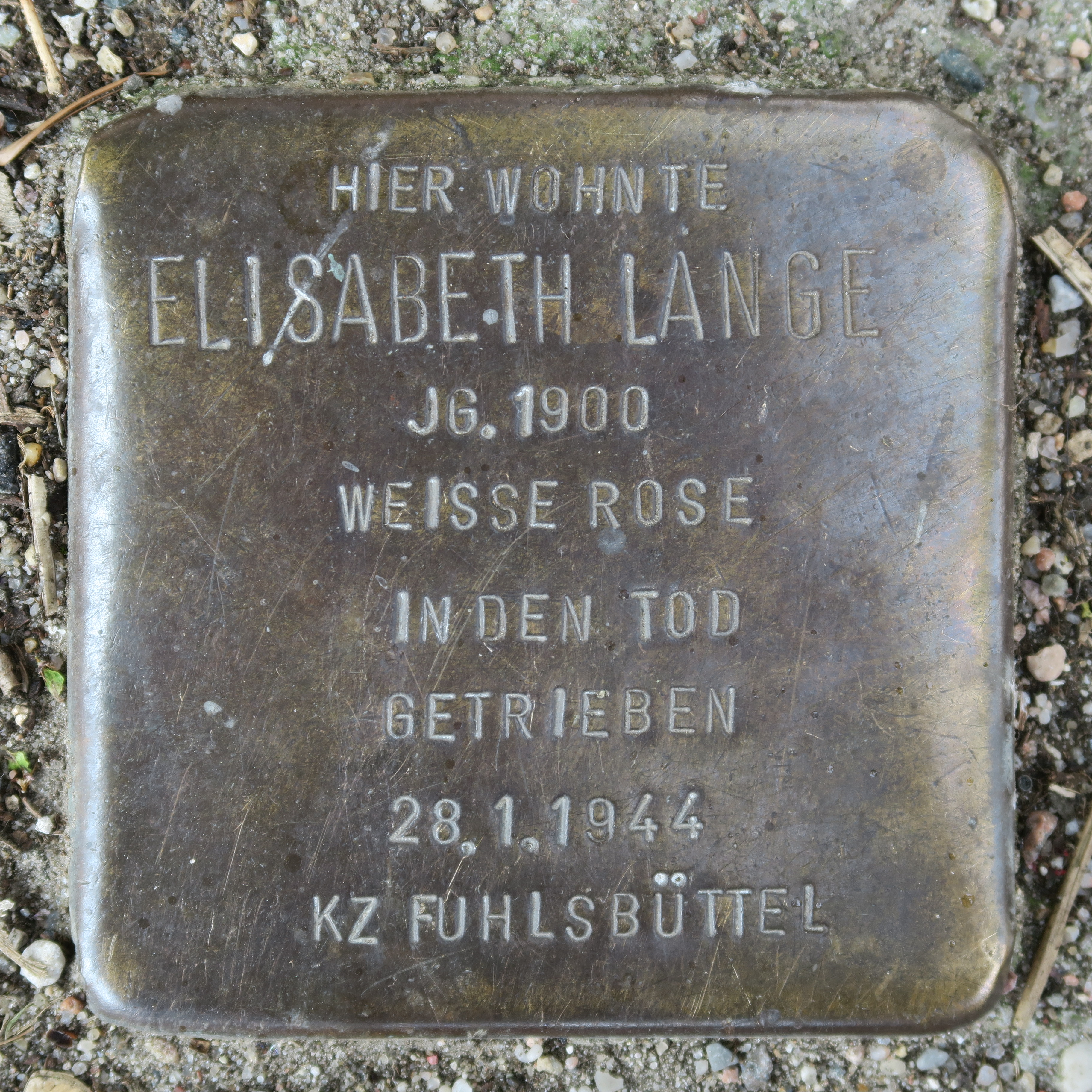
Stolperstein für Elisabeth Lange

An Elisabeth Lange erinnert ein Stolperstein in der Hoppenstedtstraße in Hamburg-Eißendorf. In Hamburg-Langenbek wurde der Elisabeth-Lange-Weg nach ihr benannt. Namentlich aufgeführt ist sie neben den weiteren Opfern der Weißen Rose mit dem Mahnmal Weiße Rose in Hamburg-Volksdorf. Am 1. August 2021 wurde die Stadtteilschule Ehestorfer Weg in Hamburg-Eißendorf in die Elisabeth-Lange-Schule umbenannt.